# Unione Valenciana
L'Unione Valenciana (in valenciano: Unió Valenciana) è un partito politico spagnolo, operativo principalmente nella provincia di Valencia, fondato nel 1982 e dissoltosi, de facto, nel 2014.

## Risultati
| Elezione                                     | Voti                                    | %                                       | Seggi   |
| -------------------------------------------- | --------------------------------------- | --------------------------------------- | ------- |
| Europee 1987                                 | 162.128                                 | 0,84                                    | 0 / 60  |
| Europee 1989                                 | Nella Federazione dei Partiti Regionali | Nella Federazione dei Partiti Regionali | 0 / 64  |
| Generali 1989                                | 144.924                                 | 0,71                                    | 2 / 350 |
| Generali 1993                                | 112.341                                 | 0,48                                    | 1 / 350 |
| Europee 1994 a                               | Nella Coalizione Nazionalista           | Nella Coalizione Nazionalista           | 0 / 64  |
| Generali 1996                                | 91.575                                  | 0,37                                    | 1 / 350 |
| Europee 1999                                 | Nella Coalizione Europea                | Nella Coalizione Europea                | 0 / 64  |
| Generali 2000                                | 57.830                                  | 0,25                                    | 0 / 350 |
| Europee 2004                                 | Nella Coalizione Europea                | Nella Coalizione Europea                | 0 / 54  |
| Europee 2009                                 | 6.072                                   | 0,04                                    | 0 / 50  |
| Un europarlamentare di UV subentrò nel 1996. |                                         |                                         |         |